# Hrastnik

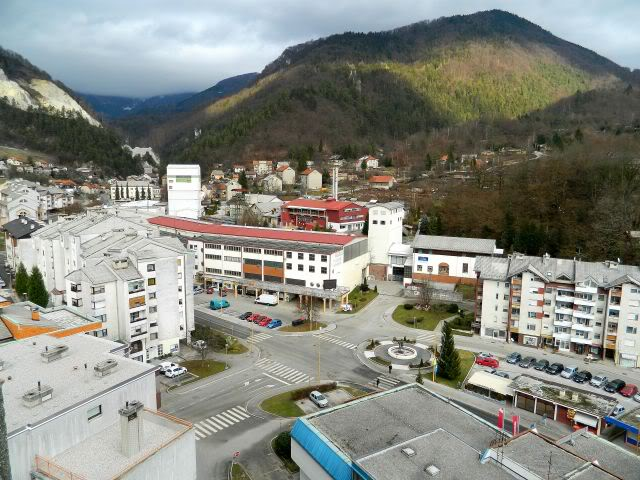
Stadtzentrum von Hrastnik

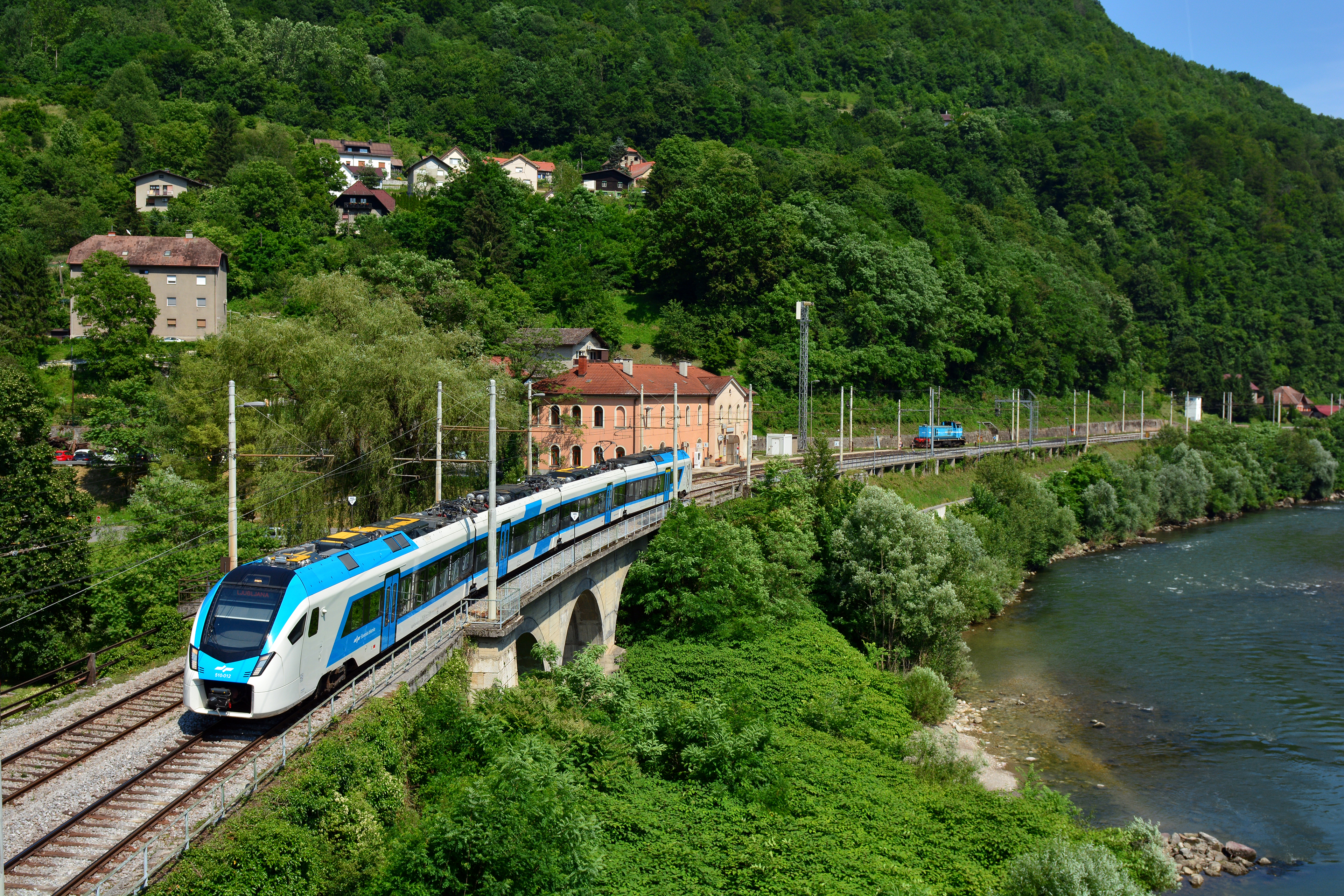
Bahnhof von Hrastnik, gelegen an der Save

Die Stadt Hrastnik (deutsch: Hrastnigg) ist Hauptort und Verwaltungszentrum der Gemeinde Hrastnik in der Landschaft Zasavje in der Mitte Sloweniens. 
Der Industrieort ist geprägt von der Glas- und Chemieindustrie sowie vom ehemaligen Bergbau in der Region.

## Lage
Das Stadtzentrum von Hrastnik liegt im Tal des Flüsschens Boben, eines linken Nebenflusses der Save etwa 15 Kilometer südwestlich von Celje.
Die Stadt Hrastnik ist historisch zweigeteilt in den nördlichen Teil Rudnik (dt. Mine), in dem auch das Stadtzentrum liegt, und den südlichen Teil Steklarna (dt. Glashütte) an der Save. Diese sind benannt nach der dort gelegenen Glasfabrik und dem jetzt stillgelegten Bergwerk.

## Geschichte
Hrastnik entstand 1822 als Wohnplatz für die Bergleute des 1824 in der Region begonnenen Kohlebergbaus. Weitere Industrieunternehmen ließen sich in der Region nieder, nachdem der Ort im Jahr 1849 an die Österreichische Südbahn angeschlossen worden war. Die erste Schule wurde 1860 für die Bergmannskinder in der Bergmannsgaststätte eröffnet. 1879 wurde ein separates Schulgebäude gebaut. 1907 wurde eine deutschsprachige Schule gegründet und bis zum Ende des Ersten Weltkrieges betrieben. 1860 wurde die Glasfabrik Hrastnig gegründet und 1858 die Chemiefabrik vom Triester Unternehmer Gossleth.
Kurz nach der deutschen Besetzung Jugoslawiens im Jahr 1941 entwickelten sich in Hrastnik intensive Widerstandsaktivitäten durch die Slowenische Befreiungsfront. In der gesamten Region kam es zu zahlreichen Sabotageaktionen. 
Nach Kriegsende kam es auf dem Gebiet der heutigen Gemeinde Hrastnik zu Massentötungen von gefangenen Soldaten und Zivilisten. Bis heute (Stand Januar 2024) wurden insgesamt neun Massengräber gefunden. Das Massengrab von Stari Hrastnik erstreckt sich vermutlich über die gesamte Hochebene nordwestlich der Siedlung. Es enthält die Überreste von im Mai 1945 ermordeten Serben und von im Juni 1945 ermordeten slowenischen Zivilisten und Soldaten der Heimwehr. Ihre Leichen wurden in Schächten und Gruben in der verlassenen Mine auf dem Plateau abgelegt.

## Sehenswürdigkeiten
- Museum Hrastnik, gegründet 1977 in der ehemaligen deutschen Grundschule, ist eine Abteilung des Zasavje Museums in Trbovlje. Es veranschaulicht die Glasindustrie sowie den Kohlebergbau und die chemische Industrie in der Region.[9][10]
- In der Ortschaft Dol findet sich die zwischen 1908 und 1909 von Hans Pascher geplante Pfarrkirche St. Jakob.

## Wirtschaft
Die bedeutendsten Industriebetriebe in Hrastnik sind 
- die Glasfabrik Steklarna Hrastnik, gegründet 1860, mit einer 2005 neu gebauten Produktionsstätte.[6];
- Das Chemieunternehmen TKI Hrastnik, gegründet 1858.[7]

Das Kohlebergwerk, welches maßgeblich zur Gründung Hrastniks beitrug, wurde 2007 stillgelegt.

## Persönlichkeiten
- Stane Dolanc (1925–1999), Politiker
- Sonja Draksler (1927–2016), Opernsängerin
- Peter Kauzer (* 1983), Kanuslalom-Fahrer
- Darko Jorgić (* 1998), Tischtennisspieler